# Temporada 2008-2009 de l'EC Granollers
Malgrat mantenir fins a 10 jugadors del bloc que l'any passat va quedar cinquè classificat, l'Esport Club Granollers no aconsegueix millorar enguany i acaba en desena posició. L'entrenador Lluís Bach és destituït a mitjans de la segona volta i l'assistent tècnic Jofre Ciurans es fa càrrec de l'equip fins a final de temporada. En l'aspecte econòmic el club segueix arrossegant els problemes d'anteriors temporades fins al punt que alguns membres de la junta es veuen obligats a fer una aportació personal per cobrir les nòmines del primer equip.

## Fets destacats
2008
- 15 de desembre: es renova el contracte de col·laboració amb el FC Barcelona per al foment i formació del futbol base.[2]

2009
- 24 de març: després d'una contundent derrota davant el CE Vilassar de Dalt (0-4) la junta directiva comunica a Lluís Bach la seva destitució.[3][4]
- 3 de maig: greu lesió del màxim golejador Alberto Espada (fractura de tíbia i peroné) després d'una dura entrada del jugador Oriol Jané Brossa, del CE Sant Feliu Sasserra, amb el partit pràcticament acabat i guanyat pel Sant Feliu (minut 93, 0-2).

## Plantilla
| Núm. | Pos. |           | Jugador                      | Procedència               | Temporada |
| ---- | ---- | --------- | ---------------------------- | ------------------------- | --------- |
|      | POR  | Catalunya | Carles García Sánchez        | CF Sant Pere de Vilamajor | 2007-2008 |
|      | POR  | Catalunya | Jordi Mondéjar Daza          | Club Bellavista Milan     | 2008-2009 |
|      | POR  | Catalunya | Víctor Vilarrassa Torres     | juvenil                   | 2008-2009 |
|      | DEF  | Catalunya | Luis Diéguez Bolsico 'Lucho' | UDA Gramenet B            | 2007-2008 |
|      | DEF  | Catalunya | Arnau Maldonado García       | Club Bellavista Milan     | 2007-2008 |
|      | DEF  | Catalunya | Carlos Sánchez Vázquez       | juvenil                   | 2007-2008 |
|      | DEF  | Catalunya | Eduard Dot Vila              | AEC Manlleu               | 2008-2009 |
|      | DEF  | Catalunya | Carlos Romo Melguizo         | Club Bellavista Milan     | 2008-2009 |
|      | DEF  | Catalunya | Xavier Abellán Rubio         | Club Bellavista Milan     | 2008-2009 |
|      | DEF  | Catalunya | Sebastià Isaac Palou Sánchez | juvenil                   | 2008-2009 |
|      | DEF  | Catalunya | Bernat Rius Gascón           | juvenil                   | 2008-2009 |
|      | DEF  | Catalunya | Àlex Merlatti Barrero        | juvenil                   | 2008-2009 |
|      | DEF  | Catalunya | Kelian Piera Quintana        | juvenil                   | 2008-2009 |
|      | MIG  | Catalunya | Alejandro Pérez Quesada      | FC Cardedeu               | 2006-2007 |
|      | MIG  | Catalunya | Óscar Clavijo Gómez          | Club Bellavista Milan     | 2007-2008 |
|      | MIG  | Catalunya | Oriol Vila Martí             | UE Vilassar de Mar        | 2008-2009 |
|      | MIG  | Catalunya | Xavier Díaz López            | CE Sant Celoni            | 2008-2009 |
|      | MIG  | Senegal   | Idrissa Mandiang 'Idris'     | Club Bellavista Milan     | 2008-2009 |
|      | MIG  | Catalunya | David Rojas García           | Club Bellavista Milan     | 2008-2009 |
|      | MIG  | Catalunya | Joan García Masero           | CE Mataró juvenil         | 2008-2009 |
|      | MIG  | País Basc | Ander Padilla Martín         | Zarautz KE                | 2008-2009 |
|      | MIG  | Catalunya | Rubén Catalán Cordero        | UD Los Palacios           | 2008-2009 |
|      | MIG  | Catalunya | Xavier Albesa Fragua         | juvenil                   | 2008-2009 |
|      | MIG  | Catalunya | Daniel Alcántara Márquez     | juvenil                   | 2008-2009 |
|      | DAV  | Catalunya | Alberto Espada Laguna        | CF Les Franqueses         | 2007-2008 |
|      | DAV  | Catalunya | Valentín Fuentes Moreno      | UE Rubí                   | 2007-2008 |
|      | DAV  | Catalunya | Carlos Javier López Cazorla  | CE Sant Celoni            | 2007-2008 |
|      | DAV  | Catalunya | Albert Fàbrega Medina        | juvenil                   | 2007-2008 |
|      | DAV  | Catalunya | Marcial Serrano Duran        | Club Bellavista Milan     | 2008-2009 |

Altres jugadors utilitzats a la pre-temporada: Iranzo, Raúl, Iván, Grau. 

Llegenda:  ·   Capità  ·   Juvenil  ·   Lesionat  ·   Altes  ·   Passaport europeu  ·   Extracomunitari  ·   Extracomunitari sense restricció
| Baixes 2007-2008                     | Destinació            |
| Allan Patrick Cabral Cipriani        |                       |
| Pedro Navarro Puntas                 | Club Bellavista Milan |
| Xabier Artazkoz García 'Vasco'       | CD Masnou             |
| Gerard Rosés Terrón                  | lesionat              |
| Pere Fitó Prat                       | retirat               |
| Javier Iván Alegre Pérez             | CD Masnou             |
| Alfonso Antonio Marín Moyano         | UD Vista Alegre       |
| Juan Cuadros Camacho                 | CF Mollet UE          |
| Juan Carlos Gavilán Rodríguez        | CE Vilassar de Dalt   |
| Juan Carlos Pérez Cruz 'Carlitos'    | lesionat              |
| Dídac Moreno Balagueró               | UE Canovelles         |
| José Manuel Cabrera Guedes 'Canario' | UD Vecindario         |

| Baixes 2008-2009            | Destinació     |
| Carlos Javier López Cazorla | CE Sant Celoni |
| Jordi Mondéjar Daza         | lesionat       |
| Idrissa Mandiang 'Idris'    | RD Águeda      |
| David Rojas García          |                |
| Xavier Abellán Rubio        |                |

| Jornades | 01 | 02 | 03 | 04 | 05 | 06 | 07 | 09 | 08 | 10 | 11 | 12 | 13 | 14 | 15 | 16 | 17 | 19 | 20 | 21 | 18 | 22 | 23 | 24 | 25 | 26 | 27 | 28 | 29 | 30 | 31 | 32 | 33 | 34 | Sumatoris       | PJ | GM | GE | TG  | TV | PS   |
| --- | --- | --- | --- | --- | --- | --- | --- | --- | --- | --- | --- | --- | --- | --- | --- | --- | --- | --- | --- | --- | --- | --- | --- | --- | --- | --- | --- | --- | --- | --- | --- | --- | --- | --- | --------------- | -- | -- | -- | --- | -- | ---- |
| Óscar | 6 | 8 | 7 | 8 | 6 | 6 | 6 | - | 7 | 6 | 6 | - | 6 | 5 | 6 | 5 | 7 | 5 | 6 | 5 | - | 7 | 6 | 7 | 5 | - | 7 | 6 | 7 | 5 | 5 | 5 | 7 | 6 | Óscar           | 34 | 2  |    | 10  |    | 184  |
| Edu Dot | | 7 | 7 | 9 | 6 | 7 | 7 | 7 | 6 | 6 | 8 | 7 | 6 | 6 | 8 | 6 | 5 | 6 | 6 | 6 | - | 7 | 7 | | 6 | 6 | 8 | 7 | 7 | 6 | 5 | 6 | 6 | 6 | Edu Dot         | 32 | 7  |    | 9   | 1  | 203  |
| Marcial | 6 | 6 | 4 | 7 | 7 | 6 | 5 | 7 | | | | | - | 5 | 7 | 8 | 6 | 6 | 6 | 7 | - | 6 | 6 | 7 | 6 | 5 | 7 | 6 | 7 | 5 | 6 | 5 | 9 | 6 | Marcial         | 30 | 9  |    | 11  | 1  | 174  |
| Valentín | 7 | 8 | 6 | | 6 | 6 | 6 | 7 | 6 | 7 | 7 | 5 | | | 6 | - | 6 | - | - | 5 | - | - | 5 | 5 | 5 | 5 | 8 | | - | 4 | 6 | 5 | 6 | 5 | Valentín        | 30 | 3  |    | 7   |    | 142  |
| Romo | 7 | 7 | 6 | 7 | 5 | 8 | 6 | 7 | - | 6 | 8 | 5 | 6 | 5 | 6 | 6 | 6 | | 6 | 5 | - | 7 | 6 | 4 | 5 | 5 | 10 | 6 | 7 | 5 | 5 | | | | Romo            | 30 | 2  |    | 17  | 3  | 172  |
| Arnau | 5 | 7 | - | | - | 6 | 6 | 7 | | 6 | 8 | 5 | 6 | 5 | 6 | 6 | 5 | 5 | 6 | 5 | - | 7 | 6 | - | 5 | - | 8 | | - | - | | 5 | 7 | 5 | Arnau           | 30 | 1  |    | 10  | 3  | 137  |
| Espada | 5 | 7 | 7 | 8 | 6 | 6 | 6 | 7 | 8 | 6 | 8 | 5 | - | - | 6 | 7 | 8 | 6 | 6 | 6 | | 8 | 8 | 4 | 6 | 5 | 7 | 6 | 7 | 5 | | | | | Espada          | 29 | 12 |    | 3   | 1  | 174  |
| Sebas | 6 | 7 | 6 | 7 | 5 | 6 | 6 | | 8 | 6 | 7 | 5 | 6 | 5 | 6 | 5 | 7 | | | - | - | | 5 | 5 | 5 | 5 | 7 | 6 | 7 | 5 | 7 | 5 | 7 | | Sebas           | 29 | 4  |    | 6   | 2  | 162  |
| Fàbrega | 5 | - | - | 8 | 5 | - | 7 | 7 | 6 | - | | 6 | 7 | 5 | | | | - | - | - | - | - | - | - | 6 | 4 | - | - | 8 | 5 | 6 | 5 | | | Fàbrega         | 28 | 3  |    | 1   |    | 90   |
| Oriol Vila | 6 | | | | | 6 | 7 | 7 | 6 | 5 | 7 | 6 | 6 | | | 6 | 6 | 6 | 6 | 7 | - | 8 | 7 | 7 | 6 | 6 | 7 | 7 | 8 | 6 | 5 | 6 | 7 | 6 | Oriol Vila      | 28 | 2  |    | 18  | 1  | 173  |
| Carlos Sánchez | | | 6 | 7 | - | 6 | - | 7 | - | - | 7 | 5 | | - | | 6 | 6 | 6 | 6 | 5 | - | 7 | 6 | 2 | | | 8 | 6 | 7 | 5 | 7 | | - | - | Carlos Sánchez  | 27 |    |    | 3   | 1  | 115  |
| Lucho | 5 | 7 | 5 | 7 | 4 | 6 | 5 | 7 | 6 | | | - | - | - | 6 | | - | 5 | - | - | - | 8 | 5 | 6 | | 5 | - | | | | 6 | | 6 | | Lucho           | 25 | 1  |    | 14  |    | 99   |
| Álex Pérez | 6 | 8 | 8 | 8 | 7 | 6 | 8 | 7 | 6 | 8 | 7 | 7 | 8 | 6 | 5 | 6 | 7 | 6 | 7 | 7 | - | 7 | | | | | | | | | | | | | Álex Pérez      | 22 | 6  |    | 5   | 1  | 145  |
| Xavi Díaz | - | - | | - | | | | | - | | | | - | | - | | | | - | | | - | - | | - | 5 | 8 | 6 | 7 | 5 | 5 | 6 | | 6 | Xavi Díaz       | 18 |    |    | 5   | 1  | 48   |
| Bernat | | - | | 6 | | | | - | | 5 | | | | - | | 5 | - | - | | | | | - | - | | 5 | | - | 7 | | 5 | 5 | 6 | 5 | Bernat          | 17 |    |    | 5   |    | 49   |
| Vilarrassa | | | | | | | | | | | | | | | | 7 | 6 | 8 | 7 | 5 | - | 5 | | | 5 | 8 | 9 | 7 | 7 | 5 | 6 | 5 | 8 | | Vilarrassa      | 16 |    | 26 | 2   |    | 98   |
| Abellán | | | | | | | 6 | 7 | 7 | 6 | 8 | 6 | 6 | 5 | 6 | - | - | - | 6 | 5 | - | | | | 5 | | | | | | | | | | Abellán         | 16 |    |    | 3   |    | 73   |
| Carles García | | | | 8 | 5 | 7 | 7 | 7 | 6 | 8 | 7 | 7 | 6 | 5 | 6 | | | | | | | | 6 | 5 | | | | | | | | | | 5 | Carles García   | 15 |    | 23 |     |    | 95   |
| Idris | | | 4 | 7 | 6 | 7 | 5 | 7 | 6 | 8 | 6 | 5 | 7 | 7 | 7 | | | | | | | | | | | | | | | | | | | | Idris           | 13 | 2  |    | 3   |    | 82   |
| Ander Padilla | | | | | | | | | | | | | | | | | | 5 | 7 | | | - | 5 | 6 | 5 | 4 | - | 6 | | - | 5 | 5 | 8 | | Ander Padilla   | 13 |    |    | 2   |    | 56   |
| Rojas | 6 | | - | | | - | | | 7 | - | - | - | 6 | 5 | 6 | - | - | | | | | | | | | | | | | | | | | | Rojas           | 12 |    |    | 2   |    | 30   |
| Joan García | | | | | | | | | | | | | | | | | | | | | | | | | | | - | - | | - | - | - | 8 | - | Joan García     | 7  |    |    |     |    | 8    |
| Carlos López | 5 | 6 | 6 | - | - | | | | | | | | | | | | | | | | | | | | | | | | | | | | | | Carlos López    | 5  |    |    | 1   |    | 17   |
| Mondéjar | 6 | 7 | 5 | | | | | | | | | | | | | | | | | | | | | | | | | | | | | | | | Mondéjar        | 3  |    | 5  |     |    | 18   |
| Albesa | | | | | | | | | | | | | | | | | | | | | | | | | | | | | | | | - | - | - | Albesa          | 3  |    |    |     |    | -    |
| Alcántara | | | | | | | | | | | | | | | | | | | | | | | | | | | | | | | | 5 | 8 | | Alcántara       | 2  | 1  |    |     |    | 13   |
| Merlatti | | | | | | | | | | | | | | | | | | | | | | | | | | | | | | | | | 8 | 5 | Merlatti        | 2  |    |    |     |    | 13   |
| Rubén Catalán | | | | | | | | | | | | | | | | | | | | | | | | | | | | | | 4 | - | | | | Rubén Catalán   | 2  |    |    |     |    | 4    |
| Kelian | | | | | | | | | | | | | | | | | | | | | | | | | | | | | | | | | | 5 | Kelian          | 1  |    |    |     |    | 5    |
| PJ:partits jugats, GM:gols marcats, GE:gols encaixats, TG:targetes grogues, TV:targetes vermelles, PS:puntuació Sport \| puntuació \| groga \| groga + groga \| groga + vermella \| vermella \| sanció \| lesió \| baixa \| | PJ:partits jugats, GM:gols marcats, GE:gols encaixats, TG:targetes grogues, TV:targetes vermelles, PS:puntuació Sport \| puntuació \| groga \| groga + groga \| groga + vermella \| vermella \| sanció \| lesió \| baixa \| | PJ:partits jugats, GM:gols marcats, GE:gols encaixats, TG:targetes grogues, TV:targetes vermelles, PS:puntuació Sport \| puntuació \| groga \| groga + groga \| groga + vermella \| vermella \| sanció \| lesió \| baixa \| | PJ:partits jugats, GM:gols marcats, GE:gols encaixats, TG:targetes grogues, TV:targetes vermelles, PS:puntuació Sport \| puntuació \| groga \| groga + groga \| groga + vermella \| vermella \| sanció \| lesió \| baixa \| | PJ:partits jugats, GM:gols marcats, GE:gols encaixats, TG:targetes grogues, TV:targetes vermelles, PS:puntuació Sport \| puntuació \| groga \| groga + groga \| groga + vermella \| vermella \| sanció \| lesió \| baixa \| | PJ:partits jugats, GM:gols marcats, GE:gols encaixats, TG:targetes grogues, TV:targetes vermelles, PS:puntuació Sport \| puntuació \| groga \| groga + groga \| groga + vermella \| vermella \| sanció \| lesió \| baixa \| | PJ:partits jugats, GM:gols marcats, GE:gols encaixats, TG:targetes grogues, TV:targetes vermelles, PS:puntuació Sport \| puntuació \| groga \| groga + groga \| groga + vermella \| vermella \| sanció \| lesió \| baixa \| | PJ:partits jugats, GM:gols marcats, GE:gols encaixats, TG:targetes grogues, TV:targetes vermelles, PS:puntuació Sport \| puntuació \| groga \| groga + groga \| groga + vermella \| vermella \| sanció \| lesió \| baixa \| | PJ:partits jugats, GM:gols marcats, GE:gols encaixats, TG:targetes grogues, TV:targetes vermelles, PS:puntuació Sport \| puntuació \| groga \| groga + groga \| groga + vermella \| vermella \| sanció \| lesió \| baixa \| | PJ:partits jugats, GM:gols marcats, GE:gols encaixats, TG:targetes grogues, TV:targetes vermelles, PS:puntuació Sport \| puntuació \| groga \| groga + groga \| groga + vermella \| vermella \| sanció \| lesió \| baixa \| | PJ:partits jugats, GM:gols marcats, GE:gols encaixats, TG:targetes grogues, TV:targetes vermelles, PS:puntuació Sport \| puntuació \| groga \| groga + groga \| groga + vermella \| vermella \| sanció \| lesió \| baixa \| | PJ:partits jugats, GM:gols marcats, GE:gols encaixats, TG:targetes grogues, TV:targetes vermelles, PS:puntuació Sport \| puntuació \| groga \| groga + groga \| groga + vermella \| vermella \| sanció \| lesió \| baixa \| | PJ:partits jugats, GM:gols marcats, GE:gols encaixats, TG:targetes grogues, TV:targetes vermelles, PS:puntuació Sport \| puntuació \| groga \| groga + groga \| groga + vermella \| vermella \| sanció \| lesió \| baixa \| | PJ:partits jugats, GM:gols marcats, GE:gols encaixats, TG:targetes grogues, TV:targetes vermelles, PS:puntuació Sport \| puntuació \| groga \| groga + groga \| groga + vermella \| vermella \| sanció \| lesió \| baixa \| | PJ:partits jugats, GM:gols marcats, GE:gols encaixats, TG:targetes grogues, TV:targetes vermelles, PS:puntuació Sport \| puntuació \| groga \| groga + groga \| groga + vermella \| vermella \| sanció \| lesió \| baixa \| | PJ:partits jugats, GM:gols marcats, GE:gols encaixats, TG:targetes grogues, TV:targetes vermelles, PS:puntuació Sport \| puntuació \| groga \| groga + groga \| groga + vermella \| vermella \| sanció \| lesió \| baixa \| | PJ:partits jugats, GM:gols marcats, GE:gols encaixats, TG:targetes grogues, TV:targetes vermelles, PS:puntuació Sport \| puntuació \| groga \| groga + groga \| groga + vermella \| vermella \| sanció \| lesió \| baixa \| | PJ:partits jugats, GM:gols marcats, GE:gols encaixats, TG:targetes grogues, TV:targetes vermelles, PS:puntuació Sport \| puntuació \| groga \| groga + groga \| groga + vermella \| vermella \| sanció \| lesió \| baixa \| | PJ:partits jugats, GM:gols marcats, GE:gols encaixats, TG:targetes grogues, TV:targetes vermelles, PS:puntuació Sport \| puntuació \| groga \| groga + groga \| groga + vermella \| vermella \| sanció \| lesió \| baixa \| | PJ:partits jugats, GM:gols marcats, GE:gols encaixats, TG:targetes grogues, TV:targetes vermelles, PS:puntuació Sport \| puntuació \| groga \| groga + groga \| groga + vermella \| vermella \| sanció \| lesió \| baixa \| | PJ:partits jugats, GM:gols marcats, GE:gols encaixats, TG:targetes grogues, TV:targetes vermelles, PS:puntuació Sport \| puntuació \| groga \| groga + groga \| groga + vermella \| vermella \| sanció \| lesió \| baixa \| | PJ:partits jugats, GM:gols marcats, GE:gols encaixats, TG:targetes grogues, TV:targetes vermelles, PS:puntuació Sport \| puntuació \| groga \| groga + groga \| groga + vermella \| vermella \| sanció \| lesió \| baixa \| | PJ:partits jugats, GM:gols marcats, GE:gols encaixats, TG:targetes grogues, TV:targetes vermelles, PS:puntuació Sport \| puntuació \| groga \| groga + groga \| groga + vermella \| vermella \| sanció \| lesió \| baixa \| | PJ:partits jugats, GM:gols marcats, GE:gols encaixats, TG:targetes grogues, TV:targetes vermelles, PS:puntuació Sport \| puntuació \| groga \| groga + groga \| groga + vermella \| vermella \| sanció \| lesió \| baixa \| | PJ:partits jugats, GM:gols marcats, GE:gols encaixats, TG:targetes grogues, TV:targetes vermelles, PS:puntuació Sport \| puntuació \| groga \| groga + groga \| groga + vermella \| vermella \| sanció \| lesió \| baixa \| | PJ:partits jugats, GM:gols marcats, GE:gols encaixats, TG:targetes grogues, TV:targetes vermelles, PS:puntuació Sport \| puntuació \| groga \| groga + groga \| groga + vermella \| vermella \| sanció \| lesió \| baixa \| | PJ:partits jugats, GM:gols marcats, GE:gols encaixats, TG:targetes grogues, TV:targetes vermelles, PS:puntuació Sport \| puntuació \| groga \| groga + groga \| groga + vermella \| vermella \| sanció \| lesió \| baixa \| | PJ:partits jugats, GM:gols marcats, GE:gols encaixats, TG:targetes grogues, TV:targetes vermelles, PS:puntuació Sport \| puntuació \| groga \| groga + groga \| groga + vermella \| vermella \| sanció \| lesió \| baixa \| | PJ:partits jugats, GM:gols marcats, GE:gols encaixats, TG:targetes grogues, TV:targetes vermelles, PS:puntuació Sport \| puntuació \| groga \| groga + groga \| groga + vermella \| vermella \| sanció \| lesió \| baixa \| | PJ:partits jugats, GM:gols marcats, GE:gols encaixats, TG:targetes grogues, TV:targetes vermelles, PS:puntuació Sport \| puntuació \| groga \| groga + groga \| groga + vermella \| vermella \| sanció \| lesió \| baixa \| | PJ:partits jugats, GM:gols marcats, GE:gols encaixats, TG:targetes grogues, TV:targetes vermelles, PS:puntuació Sport \| puntuació \| groga \| groga + groga \| groga + vermella \| vermella \| sanció \| lesió \| baixa \| | PJ:partits jugats, GM:gols marcats, GE:gols encaixats, TG:targetes grogues, TV:targetes vermelles, PS:puntuació Sport \| puntuació \| groga \| groga + groga \| groga + vermella \| vermella \| sanció \| lesió \| baixa \| | PJ:partits jugats, GM:gols marcats, GE:gols encaixats, TG:targetes grogues, TV:targetes vermelles, PS:puntuació Sport \| puntuació \| groga \| groga + groga \| groga + vermella \| vermella \| sanció \| lesió \| baixa \| | PJ:partits jugats, GM:gols marcats, GE:gols encaixats, TG:targetes grogues, TV:targetes vermelles, PS:puntuació Sport \| puntuació \| groga \| groga + groga \| groga + vermella \| vermella \| sanció \| lesió \| baixa \| | PJ:partits jugats, GM:gols marcats, GE:gols encaixats, TG:targetes grogues, TV:targetes vermelles, PS:puntuació Sport \| puntuació \| groga \| groga + groga \| groga + vermella \| vermella \| sanció \| lesió \| baixa \| | En pròpia porta |    | 3  |    |     |    |      |
| PJ:partits jugats, GM:gols marcats, GE:gols encaixats, TG:targetes grogues, TV:targetes vermelles, PS:puntuació Sport \| puntuació \| groga \| groga + groga \| groga + vermella \| vermella \| sanció \| lesió \| baixa \| | PJ:partits jugats, GM:gols marcats, GE:gols encaixats, TG:targetes grogues, TV:targetes vermelles, PS:puntuació Sport \| puntuació \| groga \| groga + groga \| groga + vermella \| vermella \| sanció \| lesió \| baixa \| | PJ:partits jugats, GM:gols marcats, GE:gols encaixats, TG:targetes grogues, TV:targetes vermelles, PS:puntuació Sport \| puntuació \| groga \| groga + groga \| groga + vermella \| vermella \| sanció \| lesió \| baixa \| | PJ:partits jugats, GM:gols marcats, GE:gols encaixats, TG:targetes grogues, TV:targetes vermelles, PS:puntuació Sport \| puntuació \| groga \| groga + groga \| groga + vermella \| vermella \| sanció \| lesió \| baixa \| | PJ:partits jugats, GM:gols marcats, GE:gols encaixats, TG:targetes grogues, TV:targetes vermelles, PS:puntuació Sport \| puntuació \| groga \| groga + groga \| groga + vermella \| vermella \| sanció \| lesió \| baixa \| | PJ:partits jugats, GM:gols marcats, GE:gols encaixats, TG:targetes grogues, TV:targetes vermelles, PS:puntuació Sport \| puntuació \| groga \| groga + groga \| groga + vermella \| vermella \| sanció \| lesió \| baixa \| | PJ:partits jugats, GM:gols marcats, GE:gols encaixats, TG:targetes grogues, TV:targetes vermelles, PS:puntuació Sport \| puntuació \| groga \| groga + groga \| groga + vermella \| vermella \| sanció \| lesió \| baixa \| | PJ:partits jugats, GM:gols marcats, GE:gols encaixats, TG:targetes grogues, TV:targetes vermelles, PS:puntuació Sport \| puntuació \| groga \| groga + groga \| groga + vermella \| vermella \| sanció \| lesió \| baixa \| | PJ:partits jugats, GM:gols marcats, GE:gols encaixats, TG:targetes grogues, TV:targetes vermelles, PS:puntuació Sport \| puntuació \| groga \| groga + groga \| groga + vermella \| vermella \| sanció \| lesió \| baixa \| | PJ:partits jugats, GM:gols marcats, GE:gols encaixats, TG:targetes grogues, TV:targetes vermelles, PS:puntuació Sport \| puntuació \| groga \| groga + groga \| groga + vermella \| vermella \| sanció \| lesió \| baixa \| | PJ:partits jugats, GM:gols marcats, GE:gols encaixats, TG:targetes grogues, TV:targetes vermelles, PS:puntuació Sport \| puntuació \| groga \| groga + groga \| groga + vermella \| vermella \| sanció \| lesió \| baixa \| | PJ:partits jugats, GM:gols marcats, GE:gols encaixats, TG:targetes grogues, TV:targetes vermelles, PS:puntuació Sport \| puntuació \| groga \| groga + groga \| groga + vermella \| vermella \| sanció \| lesió \| baixa \| | PJ:partits jugats, GM:gols marcats, GE:gols encaixats, TG:targetes grogues, TV:targetes vermelles, PS:puntuació Sport \| puntuació \| groga \| groga + groga \| groga + vermella \| vermella \| sanció \| lesió \| baixa \| | PJ:partits jugats, GM:gols marcats, GE:gols encaixats, TG:targetes grogues, TV:targetes vermelles, PS:puntuació Sport \| puntuació \| groga \| groga + groga \| groga + vermella \| vermella \| sanció \| lesió \| baixa \| | PJ:partits jugats, GM:gols marcats, GE:gols encaixats, TG:targetes grogues, TV:targetes vermelles, PS:puntuació Sport \| puntuació \| groga \| groga + groga \| groga + vermella \| vermella \| sanció \| lesió \| baixa \| | PJ:partits jugats, GM:gols marcats, GE:gols encaixats, TG:targetes grogues, TV:targetes vermelles, PS:puntuació Sport \| puntuació \| groga \| groga + groga \| groga + vermella \| vermella \| sanció \| lesió \| baixa \| | PJ:partits jugats, GM:gols marcats, GE:gols encaixats, TG:targetes grogues, TV:targetes vermelles, PS:puntuació Sport \| puntuació \| groga \| groga + groga \| groga + vermella \| vermella \| sanció \| lesió \| baixa \| | PJ:partits jugats, GM:gols marcats, GE:gols encaixats, TG:targetes grogues, TV:targetes vermelles, PS:puntuació Sport \| puntuació \| groga \| groga + groga \| groga + vermella \| vermella \| sanció \| lesió \| baixa \| | PJ:partits jugats, GM:gols marcats, GE:gols encaixats, TG:targetes grogues, TV:targetes vermelles, PS:puntuació Sport \| puntuació \| groga \| groga + groga \| groga + vermella \| vermella \| sanció \| lesió \| baixa \| | PJ:partits jugats, GM:gols marcats, GE:gols encaixats, TG:targetes grogues, TV:targetes vermelles, PS:puntuació Sport \| puntuació \| groga \| groga + groga \| groga + vermella \| vermella \| sanció \| lesió \| baixa \| | PJ:partits jugats, GM:gols marcats, GE:gols encaixats, TG:targetes grogues, TV:targetes vermelles, PS:puntuació Sport \| puntuació \| groga \| groga + groga \| groga + vermella \| vermella \| sanció \| lesió \| baixa \| | PJ:partits jugats, GM:gols marcats, GE:gols encaixats, TG:targetes grogues, TV:targetes vermelles, PS:puntuació Sport \| puntuació \| groga \| groga + groga \| groga + vermella \| vermella \| sanció \| lesió \| baixa \| | PJ:partits jugats, GM:gols marcats, GE:gols encaixats, TG:targetes grogues, TV:targetes vermelles, PS:puntuació Sport \| puntuació \| groga \| groga + groga \| groga + vermella \| vermella \| sanció \| lesió \| baixa \| | PJ:partits jugats, GM:gols marcats, GE:gols encaixats, TG:targetes grogues, TV:targetes vermelles, PS:puntuació Sport \| puntuació \| groga \| groga + groga \| groga + vermella \| vermella \| sanció \| lesió \| baixa \| | PJ:partits jugats, GM:gols marcats, GE:gols encaixats, TG:targetes grogues, TV:targetes vermelles, PS:puntuació Sport \| puntuació \| groga \| groga + groga \| groga + vermella \| vermella \| sanció \| lesió \| baixa \| | PJ:partits jugats, GM:gols marcats, GE:gols encaixats, TG:targetes grogues, TV:targetes vermelles, PS:puntuació Sport \| puntuació \| groga \| groga + groga \| groga + vermella \| vermella \| sanció \| lesió \| baixa \| | PJ:partits jugats, GM:gols marcats, GE:gols encaixats, TG:targetes grogues, TV:targetes vermelles, PS:puntuació Sport \| puntuació \| groga \| groga + groga \| groga + vermella \| vermella \| sanció \| lesió \| baixa \| | PJ:partits jugats, GM:gols marcats, GE:gols encaixats, TG:targetes grogues, TV:targetes vermelles, PS:puntuació Sport \| puntuació \| groga \| groga + groga \| groga + vermella \| vermella \| sanció \| lesió \| baixa \| | PJ:partits jugats, GM:gols marcats, GE:gols encaixats, TG:targetes grogues, TV:targetes vermelles, PS:puntuació Sport \| puntuació \| groga \| groga + groga \| groga + vermella \| vermella \| sanció \| lesió \| baixa \| | PJ:partits jugats, GM:gols marcats, GE:gols encaixats, TG:targetes grogues, TV:targetes vermelles, PS:puntuació Sport \| puntuació \| groga \| groga + groga \| groga + vermella \| vermella \| sanció \| lesió \| baixa \| | PJ:partits jugats, GM:gols marcats, GE:gols encaixats, TG:targetes grogues, TV:targetes vermelles, PS:puntuació Sport \| puntuació \| groga \| groga + groga \| groga + vermella \| vermella \| sanció \| lesió \| baixa \| | PJ:partits jugats, GM:gols marcats, GE:gols encaixats, TG:targetes grogues, TV:targetes vermelles, PS:puntuació Sport \| puntuació \| groga \| groga + groga \| groga + vermella \| vermella \| sanció \| lesió \| baixa \| | PJ:partits jugats, GM:gols marcats, GE:gols encaixats, TG:targetes grogues, TV:targetes vermelles, PS:puntuació Sport \| puntuació \| groga \| groga + groga \| groga + vermella \| vermella \| sanció \| lesió \| baixa \| | PJ:partits jugats, GM:gols marcats, GE:gols encaixats, TG:targetes grogues, TV:targetes vermelles, PS:puntuació Sport \| puntuació \| groga \| groga + groga \| groga + vermella \| vermella \| sanció \| lesió \| baixa \| | PJ:partits jugats, GM:gols marcats, GE:gols encaixats, TG:targetes grogues, TV:targetes vermelles, PS:puntuació Sport \| puntuació \| groga \| groga + groga \| groga + vermella \| vermella \| sanció \| lesió \| baixa \| | Total           |    | 58 | 54 | 137 | 15 | 2579 |
| puntuació | groga | groga + groga | groga + vermella | vermella | sanció | lesió | baixa | | | | | | | | | | | | | | | | | | | | | | | | | | | |                 |    |    |    |     |    |      |

## Resultats
| Amistosos |

| 16 agost 2008 | EC Granollers | 1 – 1                          | AE Prat | Granollers                           |  |
| 19:00         | Fàbrega 38' Carles García · Abellán, Romo, Bernat, Sebas · Espada, Idris, Álex Pérez, Óscar · Fàbrega, Carlos López | Mundo Deportivo Sport El 9 Nou | 79' Palet Toni · Ramon, Marc Carrasco, Murillo, Álex Pérez · Pol, Rojals, Lara · Pozo, Marc Teixidor, Toni Pérez | Carrer Girona · Óscar Romeo Gallén · |  |

| 20 agost 2008 | UE Camprodon                                                                                                | 1 – 0                          | EC Granollers                                                                                    | Camprodon                            |  |
| 19:00         | Gómez 20' Masdeu · Garriga, Carreras, Albert, Guillamet · Manel Reig, Toni, Gómez · Pedrosa, Falguera, Vila | Mundo Deportivo Sport El 9 Nou | Carles García Carlos Sánchez, Romo, Bernat, Sebas Rojas, Xavi Díaz, Óscar, Arnau Marcial, Espada | Municipal · Raúl González Aguilera · |  |

| 24 agost 2008 | CF Vilanova del Vallès                                                                                                 | 1 – 3           | EC Granollers | Vilanova del Vallès                 |  |
| 18:00         | Quini 80' · Cesc · Jordi Corominas, Carles Rigau, Samuel, Paco · Aitor, Ferran, Berenguer · Rueda, Joan García, Héctor | Mundo Deportivo | 07' Romo · 44' Espada · 90' Álex Pérez Mondéjar · Carlos Sánchez, Romo, Lucho, Sebas · Rojas, Xavi Díaz, Óscar · Marcial, Espada, Fàbrega | Municipal · Sergio Carrillo Gómez · |  |

| 28 agost 2008 | EC Granollers | 1 – 1           | CE Europa | Granollers                           |  |
| 20:00         | Valentín 60' Carles García · Carlos Sánchez, Lucho, Arnau, Sebas · Espada, Idris, Álex Pérez, Óscar · Fàbrega, Carlos López | Sport CE Europa | 83' (p.) Delmàs Carulla · Àlex, Amantini, Macanás, Roger Cánovas · Callicó, Ramon Suárez, Nefta · Fernando, Óscar García, Albert Martínez | Carrer Girona · Carles Bayón Martí · |  |

| 30 agost 2008 | CD Montcada | 2 – 0 | EC Granollers                                                                                      | Montcada i Reixac                             |  |
| 20:00         | Giráldez 39' · Xavi Alonso 56' Rubén · Iván, Cabra, Miki, Moreno · Berni, Solanas, Gil · Carlos, Víctor, Giráldez | Sport | Mondéjar Carlos Sánchez, Lucho, Arnau, Sebas Rojas, Xavi Díaz, Oriol Vila Marcial, Espada, Fàbrega | La Ferreria · Juan Antonio Mesones González · |  |

| 31 agost 2008                     | CP San Cristóbal | 2 – 2 (3 – 5)          | EC Granollers | Ca n'Anglada, Terrassa                |  |
| 12:00 I Memorial José López Rojas | Ferraro 45' (p.) · Carlos 73' Nando · Campuzano, Sierra, Lobo, Àlex Ros · Peque, Jonathan, Víctor · Dame, Cárdenas, Ferraro | Sport CP San Cristóbal | 28' Valentín · 55' Álex Pérez Carles García · Carlos Sánchez, Raúl, Lucho, Arnau · Marcial, Idris, Álex Pérez, Óscar · Carlos López, Valentín | Ca n'Anglada · Carlos Sánchez Durán · |  |

| 6 setembre 2008 | UE Breda | 1 – 2 | EC Granollers             | Breda       |  |
| 18:00           |          |       | Álex Pérez · Carlos López | Municipal · |  |

| 7 setembre 2008 | CE Llinars | 1 – 3 | EC Granollers                     | Llinars del Vallès |  |
| 12:00           |            |       | Carlos López · Valentín · Fàbrega | Municipal ·        |  |

| 11 setembre 2008                   | UE Cerdanyola de Mataró | 1 – 3    | EC Granollers                 | Cerdanyola, Mataró |  |
| 12:00 XXXI Trofeu Ciutat de Mataró |                         | El 9 Nou | Rojas · Álex Pérez · Valentín | Camí del Mig ·     |  |

| 12 febrer 2009 | EC Granollers | 0 – 2           | CF Gavà | Granollers      |  |
| 20:00          |               | Mundo Deportivo |         | Carrer Girona · |  |

| Preferent Territorial |

| 14 setembre 2008 | EC Granollers | 1 – 1                 | CF Ripollet                                                                                                   | Granollers                             |  |
| 12:00 Jornada 1  | Valentín 77' Mondéjar · Arnau, Lucho, Romo, Sebas · Rojas, Oriol Vila, Álex Pérez, Óscar · Fàbrega, Carlos López | Mundo Deportivo Sport | 67' Edu Marrón Reyes · Salva Tirado, Ilzarbe, Gerard, Mariano · Mayoral, Marc Gomà, Chiqui · Cadmo, Javi, Pol | Carrer Girona · Ramon Molgó Hernando · |  |

| 21 setembre 2008 | CE Olímpic Can Fatjó | 2 – 2                 | EC Granollers | Can Fatjó, Rubí                         |  |
| 12:00 Jornada 2  | Gago 18' · Torres 51' Ramón · Rubén del Barrio, Vélez, José Javier, Torres · Gago, Álex, Iván · Cuello, Carlos Herrero, Berna | Mundo Deportivo Sport | 43' Álex Pérez · 55' Valentín · Mondéjar · Arnau, Lucho, Edu Dot, Sebas · Espada, Romo, Álex Pérez, Óscar · Valentín, Carlos López | Municipal · Antonio Pinzano Rodríguez · |  |

| 28 setembre 2008 | EC Granollers | 2 – 2                                 | CE Sant Hilari                                                                                       | Granollers                                                                      |  |
| 12:00 Jornada 3  | Óscar 06' · Espada 13' Mondéjar · Carlos Sánchez, Lucho, Edu Dot, Sebas · Espada, Romo, Álex Pérez, Óscar · Valentín, Carlos López | Mundo Deportivo Sport Diari de Girona | 16' Jonny · 57' Cabra Jota · Criado, Pinto, Cabra, Moré · Padrós, Planas, Èric · Jonny, Pau, Reinoso | Carrer Girona · Manuel Baños Martín · Joan Ponce Moreno · Alfredo Guzmán Ruiz · |  |

| 4 octubre 2008  | AE Roses | 1 – 0                                 | EC Granollers                                                                                        | Roses                                                       |  |
| 17:00 Jornada 4 | Mercader 35' (p.) Edu Carrera · Diego, Lango, Ferrer, Martín Linares · Mercader, Salam, Ivi · Fede, Eladio, Juan | Mundo Deportivo Sport Diari de Girona | Carles García Carlos Sánchez, Lucho, Edu Dot, Sebas Espada, Romo, Álex Pérez, Óscar Fàbrega, Marcial | Mas Oliva · 150 espectadors · Diego Hernán Ricci González · |  |

| 12 octubre 2008 | EC Granollers                                                                                | 0 – 0                          | UE Vic | Granollers                                                                     |  |
| 12:00 Jornada 5 | Carles García Romo, Lucho, Edu Dot, Sebas Espada, Idris, Álex Pérez, Óscar Valentín, Marcial | Mundo Deportivo Sport El 9 Nou | Tarrés Carrascal, Ballús, Toni Espiñeira, Roger Casas Pelfort, Óscar, Miki Espiñeira Vaqué, Edu Torra, Puigdesens | Carrer Girona · Daniel Díaz Luque · Pascual Méndez Real · Martínez Hernández · |  |

| 19 octubre 2008 | UE Canovelles                                                                     | 0 – 1                 | EC Granollers                                                                                               | Canovelles                                |  |
| 17:00 Jornada 6 | Mora Chus, Salva, Gerard, José Luis Parra, Piñol, Julián Víctor Manuel, Novo, Rai | Mundo Deportivo Sport | 32' Romo Carles García · Romo, Lucho, Edu Dot, Sebas · Espada, Idris, Álex Pérez, Óscar · Valentín, Marcial | Municipal · José María Rivera Caballero · |  |

| 26 octubre 2008 | EC Granollers | 5 – 2                                 | CF Lloret                                                                                                 | Granollers                               |  |
| 12:00 Jornada 7 | Fàbrega 35' · Oriol 58' (p.p.) · Álex Pérez 63' · Sergi 84' (p.p.) · Espada 92' Carles García · Romo, Lucho, Edu Dot, Sebas · Espada, Idris, Álex Pérez, Óscar · Fàbrega, Marcial | Mundo Deportivo Sport Diari de Girona | 20' 72' (p.) Mancheño · Oriol · Sergi, Rubén, Álex, Héctor · Alberto, Petete, Marc · Riki, Nico, Mancheño | Carrer Girona · Xavier Bertomeu García · |  |

| 8 novembre 2008 | UDA Gramenet B | 2 – 2                 | EC Granollers | Santa Coloma de Gramenet                         |  |
| 18:15 Jornada 9 | Ramón 08' · Dani Medina 16' Carles Jódar · Cantó, Dani Medina, Javi, Ayala · Ramón, Joaquim, Álex · Carlitos, Eloi, Brinquis | Mundo Deportivo Sport | 20' (p.) Marcial · 48' Espada Carles García · Romo, Lucho, Edu Dot, Arnau · Espada, Idris, Álex Pérez, Oriol Vila · Fàbrega, Marcial | Nou Camp Municipal · Juan Carlos Blasco Pastor · |  |

| 12 novembre 2008 | CE Vilassar de Dalt | 3 – 1                          | EC Granollers | Vilassar de Dalt                                      |  |
| 20:30 Jornada 8  | Dani Santos 08' · Aliou 85' · Jordi Llorente 88' Cristian Raño · Rueda, Monty, Carlos, Emilio · Bustos, Dani Prieto, Jordi Llorente · Dani Santos, Aliou, Hamza | Mundo Deportivo Sport El 9 Nou | 74' Edu Dot · Carles García · Abellán, Lucho, Edu Dot, Sebas · Espada, Idris, Oriol Vila, Óscar · Fàbrega, Rojas | Vallmorena · 150 espectadors · Jan Nubiola Remolins · |  |

| 16 novembre 2008 | EC Granollers | 3 – 0                 | Club Bellavista Milan                                                                    | Granollers                             |  |
| 12:00 Jornada 10 | Valentín 08' · Álex Pérez 44' · Idris 79' Carles García · Abellán, Romo, Edu Dot, Arnau · Espada, Idris, Óscar, Sebas · Álex Pérez, Valentín | Mundo Deportivo Sport | Estudillo Navarro, Sebas, Piru, Miguel Sergio Castro, Rafa, José Luis Toni, Carlos, Javi | Carrer Girona · Sergio Naranjo Burgo · |  |

| 23 novembre 2008 | UE Rubí                                                                                               | 0 – 0                 | EC Granollers                                                                                | Rubí                               |  |
| 12:00 Jornada 11 | Moreno Fran Fuentes, Pol, Kiki, Marc López Fernando, Juan Pedro, Romero Jordi Sultán, Cristóbal, Raúl | Mundo Deportivo Sport | Carles García Abellán, Romo, Edu Dot, Arnau Espada, Idris, Óscar, Sebas Álex Pérez, Valentín | Can Rosés · Diego Zapata Sánchez · |  |

| 30 novembre 2008 | EC Granollers | 2 – 2                                 | FC Palafrugell | Granollers                                                    |  |
| 12:00 Jornada 12 | Edu Dot 84' (p.) 93' (p.) · Carles García · Abellán, Romo, Edu Dot, Arnau · Espada, Idris, Oriol Vila, Sebas · Álex Pérez, Fàbrega | Mundo Deportivo Sport Diari de Girona | 74' Raül · 81' Touray Sepu II · Poderoso, Alsina, Pastor, Cenizo · Roig, Ponsa, Frigola · Marc Vilà, Berna, Juanito | Carrer Girona · 250 espectadors · David Rodríguez Carballas · |  |

| 6 desembre 2008  | CE Sant Feliu Sasserra                                                                                       | 2 – 4                                  | EC Granollers | Sant Feliu Sasserra                     |  |
| 16:00 Jornada 13 | Miki 75' (p.) · Iván 91' · Ferran · Serrat, Andreu, Esquius, Prat · Oriol, Damià, Bosch · Boris, Asier, Miki | Mundo Deportivo Sport El 9 Nou Regió 7 | 20' 50' Álex Pérez · 55' Fàbrega · 80' (p.) Marcial Carles García · Abellán, Romo, Edu Dot, Arnau · Rojas, Idris, Oriol Vila, Sebas · Álex Pérez, Fàbrega | Sant Roc · Marcelino Asensio Lahuerta · |  |

| 14 desembre 2008 | EC Granollers | 2 – 1                 | CF Mollet UE | Granollers                              |  |
| 12:00 Jornada 14 | Idris 01' · Espada 91' Carles García · Abellán, Romo, Edu Dot, Arnau · Rojas, Idris, Óscar, Sebas · Álex Pérez, Fàbrega | Mundo Deportivo Sport | 81' David · Marc Bellés · Alberto, Cristian, Pol, Xavi Plana · Marc Fortuny, Cuadros, Marc Arias · Macedo, Manolo, David | Carrer Girona · Rubén Gonzálvez Lober · |  |

| 21 desembre 2008 | FC Palau | 5 – 3                          | EC Granollers | Palau Solità i Plegamans                  |  |
| 12:00 Jornada 15 | Soriano 12' · Carlos 25' 64' 69' · Morera 40' Omar · Samu, Soriano, Ortiz, Dioni · Domènech, Mañosa, Palma · Morera, Carlos, Juanan | Mundo Deportivo Sport FC Palau | 08' 55' (p.) Edu Dot · 28' Arnau · Carles García · Abellán, Romo, Edu Dot, Arnau · Rojas, Idris, Óscar, Sebas · Álex Pérez, Espada | Camp de la Riera · José González Ferrer · |  |

| 11 gener 2009    | EC Granollers | 3 – 0                                     | CF Parets                                                                                   | Granollers                          |  |
| 12:00 Jornada 16 | Espada 51' · Romo 55' · Marcial 57' Vilarrassa · Carlos Sánchez, Romo, Edu Dot, Arnau · Espada, Oriol Vila, Óscar, Sebas · Álex Pérez, Marcial | Mundo Deportivo Sport Granollers.blogspot | Oriol Xavi Alba, Sergio Pradas, Parra, Pitu Puchi, Pablo, Butra Juan Carlos, Quim, Antoñito | Carrer Girona · Pau Giner Vázquez · |  |

| 18 gener 2009    | FC Sant Cugat Esport                                                                                               | 0 – 3                 | EC Granollers | Sant Cugat del Vallès                |  |
| 12:00 Jornada 17 | Toni Joan Gómez, Cristian Gómez, Miguel Ángel, Cèsar Marc Pujol, Oriol, Aitor Miguelito, Wanderson, Rafa Fernández | Mundo Deportivo Sport | 29' 81' Espada · 75' Sebas Vilarrassa · Carlos Sánchez, Romo, Edu Dot, Arnau · Espada, Oriol Vila, Óscar, Sebas · Álex Pérez, Marcial | Jaume Tubau · Iván Artacho Cebrián · |  |

| 1 febrer 2009    | EC Granollers | 2 – 2                 | CE Olímpic Can Fatjó | Granollers                              |  |
| 12:00 Jornada 19 | Marcial 26' · Espada 38' Vilarrassa · Carlos Sánchez, Lucho, Edu Dot, Arnau · Marcial, Oriol Vila, Álex Pérez, Óscar · Espada, Ander Padilla | Mundo Deportivo Sport | 04' Toni Corral · 32' Antoñito Ramón · Rubén del Barrio, Vélez, José Javier, Torres · Toni Corral, Jonathan, Gago · Ángel, Pujante, Antoñito | Carrer Girona · César García Peñacoba · |  |

| 8 febrer 2009    | CE Sant Hilari                                                                               | 1 – 1                 | EC Granollers | Arbúcies                               |  |
| 16:00 Jornada 20 | Cabra 82' Jota · Pinto, Litus, Cabra, Youssef · Planas, Criado, Èric · Jonny, Robert, Padrós | Mundo Deportivo Sport | 49' Álex Pérez Vilarrassa · Abellán, Romo, Edu Dot, Carlos Sánchez · Marcial, Oriol Vila, Álex Pérez, Óscar · Espada, Ander Padilla | Municipal · Antonio Montes Rodríguez · |  |

| 15 febrer 2009   | EC Granollers | 1 – 1                 | AE Roses | Granollers                              |  |
| 12:00 Jornada 21 | Oriol Vila 05' (p.) Vilarrassa · Abellán, Romo, Edu Dot, Arnau · Marcial, Oriol Vila, Álex Pérez, Óscar · Espada, Valentín | Mundo Deportivo Sport | 12' (p.p.) Romo Edu Carrera · Ivi, Martín Linares, Diego, Fede · Mercader, Salam, Edu Sastre · Gabi, Marc Teixidó, Salomó | Carrer Girona · Albert López Martínez · |  |

| 22 febrer 2009   | CF Ripollet | 2 – 1                 | EC Granollers | Ripollet                          |  |
| 12:00 Jornada 18 | Berni 45' · Edu Marrón 95' Reyes · Castillo, Chiqui, Gerard, Mariano · Kilian, Mayoral, Marc Gomà · Cadmo, Berni, Pedro | Mundo Deportivo Sport | 56' Lucho · Vilarrassa · Abellán, Romo, Edu Dot, Sebas · Marcial, Lucho, Álex Pérez, Oriol Vila · Fàbrega, Valentín | Municipal · Eduard Martín Pomés · |  |

| 1 març 2009      | UE Vic | 2 – 2                 | EC Granollers | Vic                               |  |
| 16:00 Jornada 22 | Puigdesens 79' · Coto 82' Tarrés · Pérez, Marcel, Toni Espiñeira, Ballús · Marc Sala, Miki Espiñeira, Edu Torra · Marc Comas, Baucells, Puigdesens | Mundo Deportivo Sport | 35' Espada · 92' Edu Dot Vilarrassa · Carlos Sánchez, Romo, Edu Dot, Arnau · Oriol Vila, Lucho, Óscar · Marcial, Álex Pérez, Espada | Municipal · Héctor Robas Bondia · |  |

| 8 març 2009      | EC Granollers | 4 – 2                 | UE Canovelles | Granollers                           |  |
| 12:00 Jornada 23 | Oriol Vila 25' (p.) · Diego 39' (p.p.) · Espada 59' · Fàbrega 93' Carles García · Carlos Sánchez, Romo, Edu Dot, Arnau · Oriol Vila, Lucho, Óscar · Marcial, Valentín, Espada | Mundo Deportivo Sport | 66' 74' (p.) Novo · Albert · Chus, Raúl Matito, Gerard, Diego · Aniceto, Piñol, Julián · David Matito, Novo, Rai | Carrer Girona · Sergio Arnal Bebia · |  |

| 15 març 2009     | CF Lloret | 3 – 2                           | EC Granollers | Lloret de Mar                                            |  |
| 12:00 Jornada 24 | Lucho 60' (p.p.) · Antonio 70' · Alberto 75' Serafín · Jordi Valls, Marc Soler, Manel Pujades, Petete · Jordi Luna, Alberto, Cuenca · Riki, Manolo, Dani | Mundo Deportivo Sport CF Lloret | 45' Espada · 53' Marcial · Carles García · Carlos Sánchez, Romo, Lucho, Sebas · Oriol Vila, Óscar, Ander Padilla · Marcial, Valentín, Espada | Camp Municipal d'Esports · Ángel González Pleguezuelos · |  |

| 22 març 2009     | EC Granollers                                                                                      | 0 – 4                 | CE Vilassar de Dalt | Granollers                               |  |
| 12:00 Jornada 25 | Vilarrassa Abellán, Romo, Edu Dot, Sebas Oriol Vila, Óscar, Ander Padilla Marcial, Fàbrega, Espada | Mundo Deportivo Sport | 11' 84' Aliou · 32' (p.) Marcelo · 94' (p.) Deme Cristian Raño · Edgar, Pablo, Rueda, Emilio · Bustos, Dani Prieto, Moreno · Marcelo, Aliou, Pereira | Carrer Girona · Israel Rodríguez Gómez · |  |

| 29 març 2009     | EC Granollers                                                                                  | 0 – 2                 | UDA Gramenet B                                                                                                  | Granollers                                 |  |
| 12:00 Jornada 26 | Vilarrassa Bernat, Romo, Edu Dot, Sebas Oriol Vila, Lucho, Xavi Díaz Marcial, Valentín, Espada | Mundo Deportivo Sport | 25' Álex · 84' Joaquín Pastor · Palencia, Dani Medina, Adri, Ortega · Ramón, Pau, Araújo · Carlitos, Eloi, Álex | Carrer Girona · Antonio Montes Rodríguez · |  |

| 5 abril 2009     | Club Bellavista Milan                                                        | 0 – 1                 | EC Granollers | Les Franqueses del Vallès                         |  |
| 12:00 Jornada 27 | Estudillo Miguel, Sebas, Piru, Sito Pibe, Teruel, José Luis Dani, Zeus, Rafa | Mundo Deportivo Sport | 45' Sebas · Vilarrassa · Carlos Sánchez, Romo, Edu Dot, Arnau · Oriol Vila, Xavi Díaz, Óscar · Marcial, Espada, Sebas | Municipal de Corró d'Avall · Sergi Rigau García · |  |

| 19 abril 2009    | EC Granollers                                                                                               | 0 – 0                 | UE Rubí                                                                                         | Granollers                                |  |
| 12:00 Jornada 28 | Vilarrassa Carlos Sánchez, Romo, Edu Dot, Sebas Oriol Vila, Xavi Díaz, Óscar Marcial, Espada, Ander Padilla | Mundo Deportivo Sport | Moreno Kiki, Pol, Fran Fuentes, Marc López Fernando, Germán, Juan Pedro Romero, Cristóbal, Raúl | Carrer Girona · Andrés José Páez Brines · |  |

| 26 abril 2009    | FC Palafrugell                                                                           | 0 – 2                 | EC Granollers | Palafrugell                                    |  |
| 16:45 Jornada 29 | Dunjó Poderoso, Alsina, Pastor, Cenizo Juanito, Montoliu, Gálvez Marc Vilà, Èric, Touray | Mundo Deportivo Sport | 37' Edu Dot · 88' Espada Vilarrassa · Carlos Sánchez, Romo, Edu Dot, Sebas · Oriol Vila, Xavi Díaz, Óscar · Marcial, Espada, Fàbrega | Josep Pla i Arbonés · Carlos Albelda Bárcena · |  |

| 3 maig 2009      | EC Granollers                                                                                         | 0 – 2                                       | CF Sant Feliu Sasserra                                                                                                 | Granollers                            |  |
| 12:00 Jornada 30 | Vilarrassa Carlos Sánchez, Romo, Edu Dot, Sebas Oriol Vila, Xavi Díaz, Óscar Marcial, Espada, Fàbrega | Mundo Deportivo Sport Regió 7 CE Sant Feliu | 49' Prat · 62' Miki Marc Antoni · Tori, Toni, Prat, Vinyals · Oriol, Eloi, Andreu · Roger Costa, Dani Flores, Carlitos | Carrer Girona · José Asensio Tejero · |  |

| 10 maig 2009     | CF Mollet UE | 4 – 2                 | EC Granollers | Mollet del Vallès                      |  |
| 12:00 Jornada 31 | Manolo Casto 10' 30' · Macedo 22' · Mendieta 86' Marc Bellés · Marc Fortuny, Arguisuelas, Fran, Toni · David, Cuadros, José Manuel · Roberto Camacho, Manolo Casto, Macedo | Mundo Deportivo Sport | 50' Sebas · 67' (p.) Marcial · Vilarrassa · Romo, Lucho, Edu Dot, Sebas · Oriol Vila, Xavi Díaz, Óscar · Marcial, Fàbrega, Ander Padilla | Germans Gonzalvo · Javier Alonso Vay · |  |

| 17 maig 2009     | EC Granollers | 1 – 2                 | FC Palau | Granollers                                    |  |
| 12:00 Jornada 32 | Sebas 20' · Vilarrassa · Ander Padilla, Bernat, Edu Dot, Arnau · Oriol Vila, Xavi Díaz, Óscar · Marcial, Fàbrega, Sebas | Mundo Deportivo Sport | 09' Morera · 73' Franc Omar · Samu, Héctor, Òscar, Albert · Domènech, Ortiz, Franc · Morera, Carlos, Juanan | Carrer Girona · José María Rivera Caballero · |  |

| 24 maig 2009     | CF Parets | 4 – 3                 | EC Granollers | Parets del Vallès                            |  |
| 12:00 Jornada 33 | Marc Vélez 67' · Óscar Muñoz 69' 88' 93' Oriol · Xavi Alba, Duque, Parra, Fran Guiu · Quim, Pablo, Fede · Chinchilla, Gorgo, Óscar Muñoz | Mundo Deportivo Sport | 38' 64' Marcial · 82' Alcántara · Vilarrassa · Ander Padilla, Bernat, Edu Dot, Arnau · Oriol Vila, Lucho, Óscar · Marcial, Valentín, Sebas | Josep Seguer i Sans · Eduard Pascual Oliva · |  |

| 31 maig 2009     | EC Granollers | 2 – 0                 | FC Sant Cugat Esport                                                                                    | Granollers                              |  |
| 12:00 Jornada 34 | Marcial 48' · Óscar 79' Carles García · Kelian, Bernat, Edu Dot, Merlatti · Oriol Vila, Xavi Díaz, Óscar · Marcial, Valentín, Arnau | Mundo Deportivo Sport | Àlex Gomar Rafa Moreno, Perico, Miguel Ángel, Filip Nando, Fité, Oriol Miguelito, Abdul, Rafa Fernández | Carrer Girona · Joel Moreno Berenguer · |  |

| Posició | J  | G  | E  | P  | GF | GC | DG | Punts |
| ------- | -- | -- | -- | -- | -- | -- | -- | ----- |
| 10è     | 34 | 11 | 12 | 11 | 58 | 54 | 4  | 45    |